# Giuseppe Petronio
Giuseppe Petronio (n. 1 septembrie 1909, Marano di Napoli – d. 13 ianuarie 2003, Roma) a fost un critic literar italian. 

## Biografie
După ce a studiat la Reggio Calabria, Napoli și Roma, a fost profesor de italiană și latină în licee și apoi a lucrat ca lector de italiană la Universitatea din Iași; el a devenit mai târziu un cercetător pasionat de literatură italiană la Universitatea din Cagliari și la Universitatea din Trieste, unde a creat celebra „Școală triestină”. A condus din 1967, timp de mai multe decenii, revista Problemi pentru editura Palumbo. În 1984 a devenit președinte al „Istituto Gramsci”.
Militant antifascist fervent, s-a apropiat de marxism în timpul celui de-al Doilea Război Mondial și a început să se dedice unei intense activități politice și sindicale în Partidul Socialist Italian și mai târziu în Partidul Comunist Italian. Activitatea sa a fost denumită cu termenii „istorism marxist”, „umanism secular” (a făcut parte din Asociația pentru apărarea școlii laice de stat), „socialism umanitar” și cu dispreț „veteromarxism” "și „sociologism”, dar un lucru este sigur: el a fost în măsură să îndeplinească cerințele unei societăți care - ieșind din paralizia regimului totalitar și a războiului - aspira să evolueze spre democrație. Edoardo Sanguineti a scris despre el: „Unul dintre cei mai importanți reprezentanți ai contribuției sociologice, de inspirație marxistă, adusă literaturii”.
A publicat volumul Antologia della narrativa romena (Editura Guanda, Modena, 1956), în care a inclus traduceri ale unor scrieri românești în proză printre care și povestea „Ivan Turbincă” („Ivan Bisaccina”) de Ion Creangă.

## Opere
- Giosuè Carducci, 145 p., D'Anna, Messina, 1930
- Il Decameron: saggio critico, 140 p., Laterza, Bari, 1935
- Francesco De Sanctis 1817-1883, 124 p., Paravia, Torino, 1939
- Formazione e storia della lirica manzoniana, 97 p., Sansoni, Firenze, 1947
- Pirandello novelliere e la crisi del Realismo, 60 p., Lucentia, Lucca, 1950
- Bonifacio VIII, 80 p., Lucentia, Lucca, 1950
- Antologia Della Narrativa Romena, 488 p., Guanda, Modena, 1956
- Parini e l'illuminismo lombardo, 300 p., Feltrinelli, Milano, 1961
- Dall'illuminismo al verismo: saggi e proposte, 306 p., Manfredi, Palermo, 1962
- Antologia della critica letteraria, 3 volume (La Civiltà comunale, Dal Rinascimento all'Illuminismo, Dal Neoclassicismo al Decadentismo), 2292 p., Laterza, Bari, 1967
- Dizionario Enciclopedico Della Letteratura Italiana, 6 volume, Laterza, Bari, 1970
- Il romanticismo, 196 p., Palumbo, Palermo, 1973
- Letteratura di massa e di letteratura di consumo: guida storico e critica, Laterza, Bari, 1979
- L'attività letteraria in Italia, 990 p., Palumbo, Palermo, 1981
- Il punto su: il romanzo poliziesco, 220 p., Laterza, Bari, 1985
- Il sesso ossessivo: psicanalisi e critica letteraria, pref. de C. Bordoni, Zolfanelli, Chieti, 1992, ISBN 8874974035
- Il racconto del Novecento letterario in Italia (1890-1940), 294 p., Laterza, 1993, ISBN 8842042862
- La letteratura italiana raccontata da Giuseppe Petronio, 5 vol., Mondadori, 1995
- Il piacere di leggere (La letteratura italiana in 101 libri), 372 p., Mondadori, Coll. "Oscar saggi", 1997, ISBN 8804427000
- Sulle tracce del giallo, Gamberetti, Roma, 2000, ISBN 8879900285
- Baracche del Rione americano, Unicopli, Milano, 2001, ISBN 8840007156[5]